# 褐頭頜吻鰻
褐頭頜吻鰻（學名：Gnathophis musteliceps），是輻鰭魚綱鰻形目康吉鳗科頜吻鰻屬的其中一種，由Alfred William Alcock於 1894年描述，最初屬於Congromuraena，分布於西印度洋孟加拉灣海域，深度265至457公尺，體長可達36.5公分，為底棲性魚類，生活習性不明。